# 99식 소총
99식 소총(일본어: 九九式小銃 규큐시키 쇼쥬[*], Type 99 Arisaka Rifle)은 1939년(쇼와 14년)에 채용된 일본제국 육군의 볼트액션 소총으로, 38식 보병총의 구경을 7.7 mm로 늘린 후기종이다.

## 역사

### 개발 배경
당시 일본군에서는 사용하고 있던 6.5 mm 구경의 소총탄이 미국의 7.62 mm 구경의 소총탄에 비해 파괴력이 약하다고 판단하였다. 특히, 소비에트 연방의 저격 여단과 대치하고 있던 관동군의 전투에서 저격병을 태운 차량에 대한 저지력이 좋지 않았던 문제점을 나타내었다. 그러한 문제를 해결하기 위해 92식 중기관총과 함께 개발된 7.7x58 mm 92식 소총 탄약은 격발시 반동이 매우 강했기에 화약을 줄여서 사용하였다.
38식 소총에 가깝게 길었으나, 당시의 일본군의 평균 키보다 길었던 탓에 운용하기 어려워 결국 길이가 짦아졌는데, 이러한 작업이 이루어지기 전후의 99식을 구별하기 위해 장소총, 단소총으로 부른다. 수작업 생산에서 프레스 공업이 도입되면서, 서로 다른 번호의 부품을 결합시켰을 때 맞물리지 않던 문제가 해결되었다.
생산률의 저하와 자원이 소갈되는 등의 문제가 생기면서, 전쟁이 끝날때까지 99식 소총은 38식 보병총을 완전히 대체하지 못하고 전선에서 뒤섞여 쓰였다. 초기에 생산된 제품에는 크로뮴 도금화된 총신과 와이어 단발대와 대공 조준기가 갖추어져 있었지만, 전쟁이 심화되면서 이러한 특징은 모두 사라졌다.

### 종전 후
일본 제국의 군대가 폐지된 후, 치안을 위해 창설된 경찰예비대, 보안대, 초기 일본자위대에서 64식 소총이 개발되기 전까지 미국이 제공한 소총과 함께 사용되었다.
대한민국은 광복을 맞이한 직후, 부족한 물자를 메우기 위해 쓰였으며, 한국 전쟁이 발발하고 참전한 미군으로부터 지원받은 M1 개런드로 대체되었으나, 국민보도연맹단은 단체가 해체될 때까지 사용하였다.
미국에서는 자국 내에서 생산되어 7.7mm 아리사카로 명명된 탄약과 함께 수렵용 소총으로 유통되고 있으며, 주로 대형동물을 사냥하는 데 쓰이고 있다.

## 파생형
99식 저격총
38식 소총을 기반으로 한 97식 저격총의 후기종으로, 성능이 좋은 것을 골라 광학 조준기를 장착한다.
2식 소총
99식 단소총을 약실을 기준을 두개로 핀을 꽂고 빼는 것으로 간단히 분리하여 운반하기 쉽도록 변형시킨 공수부대용 변형, 단순히 두개로 나누었지만 명중률이 낮았고 생산하기 어려웠던 까닭에 1942년부터 1944년까지 생산되었다. 근접전을 위한 총검은 100식 기관단총의 30식 총검을 짦게 줄인 2식 총검을 쓴다. 2식 테라총(二式テラ銃 니시키테라쥬[*])라고도 부른다.

## 같이 보기
- 38식 보병총